# Darja Alekszandrovna Dugina
Darja Alekszandrovna Dugina vagy más néven Darja Platonova (oroszul: Дарья Александровна Дугина, Дарья Платонова; Moszkva, 1992. december 15. – Bolsije Vjazjomi, 2022. augusztus 20.) orosz újságíró és politikai aktivista. Alekszandr Geljevics Dugin szélsőjobboldali politikai filozófus lánya volt, akinek politikai nézeteit és Vlagyimir Vlagyimirovics Putyin orosz elnök támogatását osztotta.

## Pályafutása
Az egyetem után újságíróként dolgozott, az államilag ellenőrzött Rosszija Szegodnya és a Kreml-barát konzervatív Cargrad csatorna számára írt Darja Platonova álnéven. Kapcsolatban állt a Nemzetközi Eurázsiai Mozgalommal, és politikai kommentátorként dolgozott nekik. 
Az Egyesült Államok Pénzügyminisztériuma szerint, amely 2022. március 3-án felvette őt az amerikai szankciós listára, ő volt a főszerkesztője a United World International nevű dezinformációs weboldalnak, amelyről maga is azt állítja, hogy a Putyin-szövetséges Jevgenyij Viktorovics Prigozsin tulajdonában van, aki az államilag támogatott Wagner-csoportot is irányítja. Ugyanakkor apja sajtótitkáraként is szolgált.
2022 nyarán az autójába rejtett pokolgép végzett vele.